# Mannu-ki-Adad (gubernator Raqmat)
Mannu-ki-Adad (akad. Mannu-kī-Adad, tłum. „Któż jest jak Adad?”) – wysoki dostojnik sprawujący urząd gubernatora Raqmat za rządów asyryjskiego króla Salmanasara IV (782-773 p.n.e.). Według asyryjskich list i kronik eponimów w 773 r. p.n.e. pełnił on również urząd limmu (eponima).